# Bicsérdy Béla
Bicsérdy Béla  (Zenta, 1874. február 22.  – Billings, Montana, 1951. december 7.) életreformer. A róla elnevezett bicsérdyzmus  táplálkozási formának, életmódnak és egyben eszmének a népszerűsítője.
A „Mestert” az 1920-as évek Magyarországán és Erdélyben szinte mindenki ismerte. Rengetegen éltették és követték, majd a tömeg kiábrándulva az általa hirdetett "világmegváltó" elképzelésekből, igyekezett mielőbb elfelejteni őt magát és tanait. Mozgalma lassan feledésbe merült, majd az 1989-ben bekövetkező rendszerváltás után újra felfedezték.

## Életpályája

### Fiatalkora
1874-ben a vajdasági Zentán született. Apja, Bicsérdy János (1829–1908) rajztanárként ekkor ott kapott állást, majd a család az erdélyi Fogarasra települt. Bicsérdy Béla már ott tett kereskedelmi érettségit, majd Berettyóújfaluban, Ungváron, Nagybereznán, majd 1916-ig ismét Fogarason dolgozott adótisztként.
Egy szerelmi viszonyból következően 20 éves korában súlyos nemi betegséggel, kankóval fertőződött meg, amely megváltoztatta az életét, új irányt szabva annak. Az akkori orvostudomány képtelen volt kigyógyítani a betegségéből.
Megtanult franciául, németül, angolul. Többször utazott Németországba, de járt Franciaországban és Angliában is, gyógykezelései és ismereteinek fejlesztése céljából.
1900 körül vegetáriánus lett, majd később főleg gyümölcsökön, nyers zöldségféléken, kenyéren, illetve nyers tejtermékeken élt.
Már kamaszként elhatározta, hogy nagyon erős lesz, és ifjúkorától aktívan sportolt, majd atlétikai versenyeket is nyert. A 20. század elején Theodor Siebert, Európában elismert német testedző Bicsérdyt az akkori világ legerősebb emberei egyikének minősítette. Bicsérdy, a saját állítása szerint több világcsúcsot is megdöntött súlyemelésben, de nem ismert egyetlen olyan rekordja sem, amit egy hivatalos sportbizottság hitelesített volna.
1904 májusában írta róla a kolozsvári Nemzeti Hírlap:
„Bicsérdy Bélának a neve külföldön, főleg Német- és Angolországban fölötte ismert és őt tartják az angol Sandow után a világ legerősebb akrobatájának. A német sportlapok egyidőben, midőn Berlinben, Hamburgban stb. a különböző tornázó és sport-egyletekben bemutatkozott telve voltak nevével; s több előkelő angol folyóirat ékes czikkek kiséretében közölte arczképét a magyar vegetáriánus erőművésznek, akit pedig hazájában alig, sőt nem ismernek... Már ifjúkorában egyik legjobb tornázó volt. Később vegetáriánus, anti alkoholista és anti nikotinista lett, s úgy tapasztalta, hogy az erőgyakorlatokat sokkal szabatosabban, sokkal könnyebben és nagyobb eredménynyel tudja végezni. Majd Németországba ment ki, a hol leghíresebb sportirók és szakértők előtt mutatkozott be. Theodor Siebert, a Németországban legismertebb sportkönyv, a Cathekism der Athletik írója művében érdekes statisztikát ad bámulatos súly emeléseiről. Így 1901-ben Boroszlóban... fekve.. a 150 kg-t 16-szor, a 162 kg-t 8-szor, a 188 kg-t pedig egyszer emelte fel... Fölöttébb sok külföldi bajnoki díjnak a nyertese, így legutóbb is a müncheni nemzetközi versenyen a súlyemelés második díját vitte el.
Németországban járta alkalmával különös előszeretettel írtak róla a vegetáriánus közlönyök, melyek úgyszólván reklámot csináltak a nevéből a vegetárianizmusra... Különösen hangsúlyozza azt, hogy a mióta növényevő, sokkal nagyobb rekordot ért el a súlyemelésben és más erőművi mutatványokban.”..  
Bicsérdy rengeteg táplálkozástani kutatást folytatott és a tapasztalatszerzés jegyében különböző kísérletek százait hajtotta végre magán. Ezek a kísérletek nagyrészt böjtből és különféle izzasztókúrák kombinációjából álltak, nagy hangsúlyt fektetve a helyes táplálkozás kialakítására is.
Tanulmányozva a természetes életmód gyógyhatásait, kankóját nagy mértékben sikerült visszaszorítania, korának másik rettegett és gyógyíthatatlannak nevezett betegségéből, a szifiliszből viszont teljesen kigyógyította magát. A kopasz Bicsérdy visszanyerte hajzatának nagy részét, és saját állítása szerint három – korábban elvesztett – foga is visszanőtt.
1909-től naponta tartott ingyenes előadásokat magánszemélyeknek. Jóval később már nagy számú értelmiségiek (újságírók, tanárok, papok stb.) vettek részt több előadásán.
Az I. világháború idején jóbarátja, Némäti Kálmán segítette sok mindenben, budapesti tartózkodása idején.

### Fénykora
1921 júliusában, Nagyszebenben kezdte meg rendszeres nyilvános előadásait. Eleinte ingyen, később belépődíjat szedett, hogy utazásait és könyveinek kiadását finanszírozhassa. 1922 elején írta egy kolozsvári lap, hogy néhány hónappal korábban a város különböző pontjain nagy zöld plakátok jelentek meg egy bizonyos Bicsérdy Béla nevével, aki foglalkozásaként azt írta oda, hogy „megváltó“, és előadást hirdet.
1923-tól rendszeresen megjelentetett könyveiben reformétrendjéhez, amelyben a koplalás és a nyerskoszt-fogyasztás dicséretét hirdette, komplett filozófiai rendszert is tálalt. Könyveiben közölte a módszere által meggyógyított személyek hálaleveleit is. Ugyanakkor a hivatásos orvosok többsége (nem mindegyik) sarlatánnak tartotta őt, és elmarasztalóan nyilatkoztak róla. Bicsérdyt ez nem zavarta tanai hirdetésében. Azt állította, hogy az egyén mindent elérhet, ha fizikumát helyes táplálkozással rendben tartja. Kérkedett, hogy olyan képességeket fejlesztett ki magában, amivel addig nagyon kevesen rendelkeztek. „Mester lettem”– hangoztatta elhivatottságának érzékeltetésére. 
„Más vagyok, mint ti. Nekem már megnyíltak a szemeim és látni tudok velük, nem úgy mint ti.”
Pár év leforgása alatt bejárta egész Erdélyt, több száz előadást tartva az összes nagyobb erdélyi városban. 
1924 végén már állította, hogy Erdély területén több mint ezer embert mentett meg a haláltól.
Fogarason megjelentette A halál legyőzése című művét, amely nagy visszhangot váltott ki. Magyarul és románul megjelenő könyvei az élet több évszázadig való meghosszabbítását ígérték.
Saját magát Zoroaszter (Zarathustra) és Krisztus után a következő egyetemes mesternek nevezte, akinek az a feladata, hogy az emberiségnek világosságot nyújtson és utat mutasson. 
„A mesterek felemelik szavukat tévelygő embertársaik érdekében és igyekeznek visszavezetni őket a helyes útra.”
A magas, szikár, elegánsan öltözködő és választékosan társalgó Bicsérdy karizmatikus személyiség volt, rendkívül népszerű lett és tanításai nagyon gyorsan terjedtek. Bicsérdy hívei egyre sokasodtak, egész mozgalom alakult ki tanainak népszerűsítésére. Ők voltak a „bicsérdysták”, a társadalom valamennyi rétegét képviselve.
Soós Gábor orvos 1925-ben kiadott műve alapján csak Erdélyben kezdetben 12–15 ezer híve volt, köztük tizenkét orvos. Magyarországon, Jugoszláviában, Szlovákiában pedig akkor volt a mozgalom kibontakozóban.
1926-ban, amikor már Magyarországon is tombolt a Bicsérdy-láz, már sokkal több híve lehetett. „Nincsen ma már olyan ember még a legfélreesőbb faluban sem, aki legalább hírből ne hallott volna valamit a bicsérdyzmusról.” – írta a kortársa.
Erdélyben valóságos tömeghisztéria alakult ki. A romániai, (majd a magyar) orvosok egy része hajszát is indított a kuruzslással vádolt Bicsérdy ellen, és az egészségügyi főfelügyelőségtől vizsgálat megindítását követelték. Több előadását betiltották. Ez azonban hatalmas ellentiltakozási hullámot váltott ki. Az egészségügyi főhatósághoz beérkezett több ezer tiltakozó levél hatására (melyben az emberek gyógyulásaikról számoltak be) az ellene folyó vizsgálatot megszüntették.
Több bicsérdysta étkezde is nyílt Erdélyben. Követői közé tartozott többek között Tóth Menyhért, Lévai Lajos, Magyar Ilona, Balázs Ferenc, Kiss Elek, Fráter Loránd, Táray Ferenc, Törös Olga , Baktay Ervin, Lovas Antal, illetve rövid ideig Prohászka Ottokár  és Kosztolányi Dezső is. Érdeklődést mutatott az eszme iránt Edmond Bordeaux Székely, Kulin György, Weninger Antal is. 
Több ízben hallgatta előadását Babits Mihály és Darányi Kálmán. Budapesti otthonában többször felkereste Bartók Béla és Kodály Zoltán.

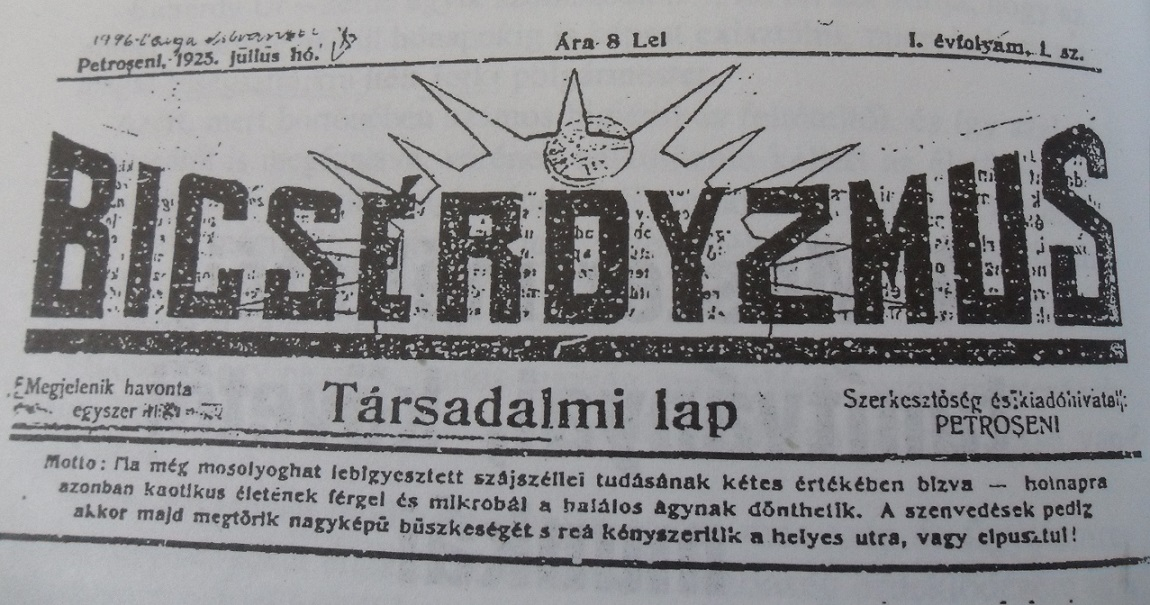
A Bicsérdyzmus című lap eleje (1925)

Könyvet írt róla, illetve vele kapcsolatban Dr. Soós Gábor orvos, Dr. Fejér Miklós orvos, valamint Törös Károly iskolaigazgató.
Hívei Petrozsényban indítottak lapot Az Emberiség érdekében! Bicsérdyzmus (1925), majd Bicsérdyzmus cím alatt (1925-26), illetve Marosvásárhelyen Vegetárius néven (1925).
Követői az erdélyi Lippa melletti Lippafüreden (Băile Lipova) „bicsérdysta szanatórium” megnyitását tervezték, illetve 1926 táján magyar követői fiókegyesületeket és asztaltársaságokat alapítottak Debrecenben, Szegeden  és más városokban és több nyerskosztos telep is létesült vagy próbált létesülni az országban (Szolnok, Vác, a Fertő-tó környéke).

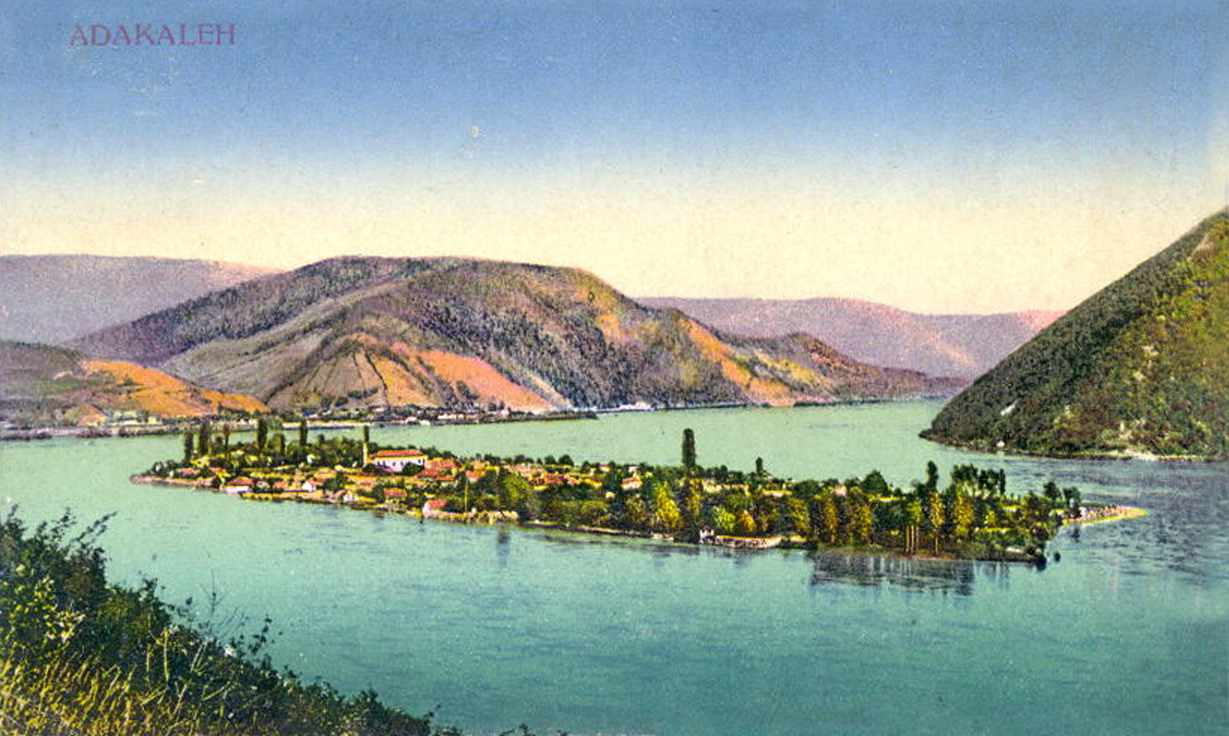
Ada Kaleh szigete a 20. század elején

Az ellentábor sem tétlenkedett, Károly Sándor újságíró például a nemesen egyszerű Bicsérdy, a gyilkos! címmel adott ki egy pamfletet a „legújabb tömegőrület” vezéréről, amelyben százak meggyilkolásával vádolta a Mestert, ugyanis csakugyan hívei közül – még ha az adat túlzó is volt – számosan belehaltak a koplalásba.
Juhász Gyula kuruzslónak nevezte, „akinek szektája alakult a hozzá hasonló félműveltekből és egész bolondokból”  és több újságcikkben is hevesen támadta, Karinthy Frigyes pedig próbált tréfát űzni belőle.
1926-os budapesti látogatását a korabeli sajtó szenzációként tálalta és a magyar filmhíradó is megörökítette. Az Ada Kaleh szigetéről érkező gőzhajóról partraszálló Mestert rajongói köszöntötték, míg az ellentábor – Schirilla szerint – tüntetett ellene: „Hurka, kolbász, rántott csirke!”
1925-ben és 1926-ban rendszeresen szerepelt a világsajtóban és Amerikától Ausztráliáig írtak róla az újságok.
Amikor nem Magyarországot vagy Erdélyt járta, Ada Kaleh szigetén élt a családjával (1925-től 1930-ig), a földi paradicsom megteremtésén munkálkodva. Hosszú ideig tartotta magát az a legenda, hogy több mint ezer hívével egy bicsérdysta kolónia létesült itt, ez azonban hamisnak bizonyult.

### Visszavonulása után
A kritikusai által paré apostolnak is nevezett Bicsérdy  az 1920-as évek végétől beszüntette rendszeres nyilvános előadásait, később (kb. 1933-tól) pedig még a könyveit is kivonta a kereskedelmi forgalomból. Véleménye szerint az emberek nagy része nem volt képes megérteni azokat, és a nagy botrányt okozó halálesetek is könyveinek félreértelmezésből adódtak. Tanítványai részére viszont a házában továbbra is ingyenes, 30-40 fős magánelőadásokat tartott. Ezekből a magánelőadásokból született tanítványa, Magyar Ilona révén a Pesterzsébeti értekezések két kötete.
A román hatóságok zaklatásai miatt 1930-ban a negyedik feleségével Pestszenterzsébetre költözött. Saját állítása szerint csak úgy kapta meg a magyar tartózkodási engedélyt, hogy nyilatkozatot kellett tennie, hogy nem fog olyan kampányt folytatni, mint a '20-as években.
1939-ben a vele készült riportban, amely Beszélgetés Bicsérdy Bélával, aki még hatszáz évig akar dolgozni rendszerén címmel jelent meg, így nyilatkozott: 
„Erőm háromszorosa a húsz évvel ezelőttinek... Mester lettem, szellemi és testi erőm folyton növekszik... Napi 22 órát dolgozom. Kétórai alvás folytonos tökéletesedésem mellett is elegendő részemre... Amit Bicsérdyzmus néven ismernek és emlegetnek az csak nagyon kis része az én rendszeremnek. Nem mondom, annak is van jelentősége az egyénre nézve, ha egészségét a nyers növényi táplálékok evésével rendbe hozza. De ahhoz, hogy valaki a tanítványom lehessen, ahhoz nagyon sok megértés és munka kell... Az én rendszeremben nem a betegségek gyógyításáról van szó, hanem annak a tudásnak a megszerzéséről, amelynek révén az egyén rendben tartja egészségét és folyamatosan tökéletesíti magát.” 
A cikkíró leírja még, hogy a pesterzsébeti ház egybenyitott három szobája egy hatalmas könyvtárnak felel meg, hatezer könyvvel. A falakon a Mester saját festményei. A földön hatalmas súlyzók, amivel végzi a napi tornagyakorlatait.
1939-40-ben Lengyel Miklós a Gyönyörök vezeklői című könyvében így ír róla: Bicsérdy lenéz és megvet mindenkit, aki utána hasonló tanokkal fellépett, ezek szerinte kóklerek és megtévesztik az embereket. Ő maga legyintve beszél az évszázadokról, amiket élni fog és arról, hogy pár száz év múlva elkezdi egy olyan kampány irányítását, amellyel az akkor már nem annyira fertőzött emberiséget visszavezeti a természethez és az évszázados, majd az évezredes élethez.. Kiváló festőművész. Eladott egy képet egyik ügyvéd tanítványának – 120 évi részletre. Hatalmas szál, tagbaszakadt ember, atléta tagokkal és hihetetlen izomerővel. Szobájában mázsás súlyok között él. Hetvenedik éve felé jár. Testi állapota – ebben a korban – orvosi szempontból csodálatraméltó.

### Emigrációja és halála
A II. világháború vége felé, 1944-ben a folyamatos bombatámadások elől előbb Üllőre, majd Csornára menekült. 1945 elején a legszűkebb környezetével egy tehervonaton Németországba távozott. Menekülés közben súlyos baleset érte, ugyanis Breslaunál kiesett a vagonból, és többszörös kar-, illetve bordatörést szenvedett. A háború utolsó hónapjait az uttigkofeni (Passau) menekülttáborban vészelte át, ahol egy beszámoló szerint mindenféle orvosi segítség nélkül, mindössze hat hét alatt teljesen helyrehozta súlyosan roncsolódott karját. A II. világháború befejezése után feleségével és annak öccsével a bajorországi Landshutban telepedett le és 1950-ig élt ott, nagyon szegény körülmények között. Rendszeres előadásait már csak egy maroknyian hallgatták a külhoni magyarok közül, ám az egész világra kiterjedő levelezését továbbra is folytatta.
1950-ben Münchenbe költözött, majd a jobb élet reményében 1951 nyarának végén a feleségével az Egyesült Államokba hajózott át. Itt a montanai Billings városában telepedett le, nagy valószínűséggel Padányi G. Jenő invitálására. Ekkor már olyan gyenge volt, hogy járni, sőt néha beszélni is alig tudott. Amerikába érkezése után három hónappal, – a hivatalos változat alapján: – szívelégtelenségben (heart ailment) hunyt el.
Halálával kapcsolatban a hívei még sokféle verziót terjesztettek: 
- miután az Egyesült Államokba költözött, ott a II. világháborús sérülései következtében halt meg [54]
- Amerikába történt költözése után egyházat alapított, és saját templomában egyik híve agyonlőtte [55]
- egy közlekedési baleset során hunyt el [7]
- 23 nap böjt után halt meg [56][7]

Billingsben, a Mountview Cemeteryben temették el.

## Családja, magánélete

### Feleségei
Életében ötször nősült. Első két felesége fiatalon meghalt, a következő kettőtől elvált, míg az ötödik, a nála jóval fiatalabb Jaschke Kató őt élte túl.
Feleségei és az azokkal való házasságának ideje:
- Kovács Rozália (1898-1905),
- Kovács Gizella (1905-1920),
- Varga Ágnes (1921-1927), válásuk után újra férjhez ment és addigi életmódját, táplálkozását feladta.[59]
- Gerber Jolán (1928-1941), Gazdag svájci sajtgyáros lánya volt. A válásuk után visszatért apja szülőhazájába, Svájcba.[60]
- Jaschke Katalin (1941-1951) Jaschke Kató 1913-ban született szegény családban és 18 évesen lett hősünk titkárnője. 1931-ben Bicsérdynek megromlott a kapcsolata Jolánnal és az elhagyta őt, így 1932 tavaszán már eljegyzési gyűrűt vásárolt Katónak. A hivatalos válásra és újraházasodásra azonban 1941-ig kellett várni. Kató a II. világháború végén a férjével tartott Németországba, majd Amerikába. Férje halála (1951) után szakított addigi életmódjával és egy henteshez ment férjhez. Amerikában, 1980-ban hunyt el.[2]

### Gyermekei
Házasságaiból két gyermeke ismert: 
- ifj. Bicsérdy Béla (1899-1979) az I. világháború után Ausztriába ment és Bécsben élt.
- Bicsérdy Aranka (1903-1983?) apja 1930-as Pestszenterzsébetre költözése után ő továbbra is Ada Kaleh szigetén maradt és férjhez ment. Később, a sziget elárasztása után (Vaskapu I.) már özvegyként Erdélybe költözött és Nagyszebenben élt. Az utolsó életjel 1983-ból ismert róla.[2]

### Testvérei
Két testvére született, de az egyik még gyermekként meghalt. 
Bicsérdy Tibor (1875–1942) nevű testvére katona lett, majd a Magyar Vegetárius Egyesület elnöke. A vele való kapcsolata az 1910-es évektől megromlott, majd nyilvánosan is élesen kritizálta egymást a két testvér.

## Tanítása és a bicsérdyzmus
A tanítás egyik fő vezérvonala a tisztán gyümölcsevővé válás, a nyers táplálékok kizárólagos fogyasztása. A természet örök törvényeit mindenben betartó életmód a cél. 
„Az ember rendeltetése : A tökéletesedés, a fejlődés továbbvitele az isteni fok felé.” 
Ennek a táplálkozás és az életmód adja az egyik fő alapját. 
- „Fű, fa , virág, állat, összhangban élnek az örök erővel... Csak az embert vezette félre a tudása... A természet összhangja nem ismer szenvedést, nem tűr meg nyomort. Vajon megfelel-e a természet rendjének, hogy az embereknek szenvedniük kell? Az ember szenvedni csak addig kényszerül, míg életét a mindenségi igazságok ismerete nélkül folytatja.”

Gyakran hivatkozott bibliai szövegekre.
- „Az emberek átok alatt görnyednek, mert tudatlanságban vannak... Vak vezet világtalant és végül mindnyájan gödörbe esnek.”
- „Betegséget bocsátottam rájuk – mondja a Biblia – hogy térjenek meg. Hallásra való füleik vannak, de nem hallnak, látásra való szemeik vannak, de nem látnak, hogy meg ne térvén, meg ne tisztíthassam őket.”[13]

Véleménye szerint a legelső emberek csak feldolgozatlan növényfélékkel táplálkoztak.. Majd amikor gyümölcstelen tájakon kóborolva éhségük nagy volt, az állatok példányait is megették. A nyers hússal szembeni undorukat különböző eljárásokkal próbálták leküzdeni. Napról napra elkövetett törvénysértéseik nyomán aztán betegségeik keletkeztek, és megtört a paradicsomi harmónia. Kibontakozott a káosz, amelynek keretében ma is egyre fokozottabb arányban betegszik, vénül és pusztul az egész emberiség.
- „Legyetek azért tökéletesek, amint a ti mennyei Atyátok is tökéletes.”[62] „Legyetek tökéletesek – ez az ember fejlődési törvénye.”[13]

„Betegség csak egy van, ahogy egészség is csak egy. Egyetlen betegség létezik és az a diszharmónia, amely a természeti törvénysértések módja és fokozatmértéke szerint különböző szimptómák útján jut kifejezésre.”
„A »Ne ölj!« az egyik legerősebb és legnagyobb parancs.”
Nézete szerint a hőkezeléssel (sütés-főzés) a növényekből is holt anyag keletkezik, és ha élő táplálékot eszik az ember, az élővé teszi, a táplálék „megölése” miatt pedig a holt táplálék pusztítja, megöli, és az élet élő anyagból származhat, ezt azzal a hasonlattal illusztrálta, hogy ha a földműves égett vagy fagyott magokat szór el a földjébe, akkor hiába várja a termést. Az öngyógyító, újraalkotó erő felszabadítására törekvést, a rendszeres böjtöt és a húsoktól, hőkezelt ételektől való teljes tartózkodást javasolta.
Tanítása szerint a nyers növényeket fogyasztó embernek megnövekedik az ellenállása a betegségekkel szemben és szellemileg, fizikailag is a fejlődés útjára lép.
 „Az embernek nem szabad megsemmisítenie különböző sütési-főzési eljárásokkal a természet műhelyében készült élelmet, mely visszafejlődést és korai halált hoz számára. A főtt-sült vegetáriánus ételek a növényi trágya színvonalán állnak.. Ezek az ételek mindig félrevezetik az embert, minden esetben többet fogyasztunk belőlük a kelleténél, mert érzékszerveink ezen természetellenes és holt anyagokkal szemben nem reagálnak.. Aki vegetáriánus receptek felől érdeklődik tőlem, semmit nem értett meg könyvemből. A főzés mestersége az élet tudományával összeférhetetlen.” 
Azt mondta, hogy az állati fehérjék minőségi értéküket csupán az élő állat sejtjében őrzik meg, az állat elpusztítása után azonnal elveszítik vitális értéküket, azonnal beindul a bomlási, rothadási folyamat már az állat halálának pillanatában, ideális környezetté válva a mikrobáknak és baktériumoknak. A húsfogyasztó ember sorsa degenerálódás és összeomlás, korai öregedés és különböző betegségek megjelenése. Aki leölt állatok húsát eszi, az a halál testéből étkezik. A növények természetes állapotukban (sütés vagy főzés nélkül) az ember ideális tápanyagait képezik, felfrissítve folyamatosan az ember test sejtfelépítését.
A hőkezelt ételek közül kivételnek a kenyeret tekinti. A nyers növényi ételek mellett kevés (teljes értékű) száraz kenyér, a csírátlanított tojás és a nyers tej kismértékű fogyasztását is megengedi. „A nyers tejet élőtejnek nevezhetjük, míg a forralt tej holt anyag… A vizsgálatok alapján a főtt tejjel tartott borjak mindig elpusztultak, a nyerssel tartottak megmaradtak.”

„Soha nem jutott eszembe arra gondolni, hogy élvezett nyers tejünk tuberkulotikus tehenektől származhatik… Tuberkulózis csak ama szervezetben fejlődhetik, ahol baktériumai tenyészfeltételekre találnak.” De – magyarázza – egészen gyümölcsevővé kell lennünk, azt tartja az ideális, az emberhez méltó állapotnak.
A természet műhelyében előállított élelmiszerekhez különböző minőségi értékeket rendelt. Nézetei szerint legmagasabb értékűek a gyümölcsök és legalacsonyabb értékűek a hüvelyesek: paszuly (bab), zöld borsó, lencse. Megfőzve ezek ásványi anyaggá degenerálódnak és a szervezetben lerakódva a végtagok merevedését és a véredények falainak elmeszesedését okozzák, mely a szervezet elöregedéséhez vezet.
A táplálkozást illetően minőségi és mennyiségi kihágást ismert. Az első kihágáshoz tartoznak az állati eredetű és a sütött-főzött ill. más módon feldolgozott növényi termékek. Azt javasolta, hogy ha az entitás fejlődni kíván, minél ritkábban használjon tűz által előállított ételeket, hogy majd egy idő után teljesen kiiktathassa azokat étkezéséből.
Nézete szerint a szervezetnek csak igen kevés táplálékra van szüksége a mindennapi ember által megevetthez képes. A bicsérdysta naponta maximum csak kétszer eszik és havonta több napot böjtöl, hogy a szervezet kiküszöbölje magából a káros anyagokat. „A jelszó: azzal használsz magadnak a legtöbbet, amit nem eszel meg.”'
Mint mondta, a régi britek naponta kétszer étkeztek, az ókori perzsák naponta csak egyszer. Példaként Hérodotoszt hozta fel, aki leírta a nyers növényeket fogyasztó etiópok életét, akik e leírás szerint ezzel az életmóddal 300–400 évig is éltek és a 100–200 éves ember teljesen megszokott jelenség volt közöttük, valamint Szókratészt, aki barbároknak nevezte azokat az embereket, akik naponta kettőnél többször étkeztek.
„Az ember tömi magát gondolkozás nélkül mindennel. Megszabott időhöz kötött étkezései alkalmával jelentkező éhsége nem természetes éhség, hanem szokáséhség csupán... Amit az ember nem eszik meg, az használ legtöbbet.”
A táplálkozásnak is törvényeket szabott a fizika és biológia törvényeihez hasonlóan, például:
- Nem mindegy, hogy milyen mennyiségű és minőségű táplálékot veszünk magunkhoz.
- Csak annyit szabad ennünk, amennyit szervezetünk fel tud dolgozni. Csak így tudjuk vérünket tisztán tartani. S ez az alapja a tiszta gondolkodásnak is.
- Gondolataink, agysejtjeink legnagyobb részt abból táplálkoznak, amit elfogyasztunk. Az asszimilálódik, az válik a vérünkké.
- Táplálkozásunkkal meg tudjuk változtatni tudatvilágunkat, gondolatainkat.[66]

Táplálkozástanában időnként hivatkozott korábbi nagy filozófusokra vagy Jézusra:
- Arisztotelész kijelentette: „Tele gyomorral még senki nem alkotott nagyot.”
- „Krisztus intette a követőit e szavakkal: Ne fertőztessétek testeteknek a templomát.”[13]

A 2-3 napos böjtök szerinte segítenek helyreállítani a szervezet egyensúlyát, ezt azzal indokolta, hogy a vadon élő beteg állatok nem esznek. Az emésztési folyamathoz felhasznált életerőt a szervezet ekkor regenerálásra és gyógyításra fordítja. A 4 vagy több napos vízböjtről viszont azt írta, hogy nagy fegyelmező hatással van az emberre. Az utána megkezdett táplálkozásnál össze kell szednie magát a győzelemre. Sokan ekkor rontanak el mindent. Nekiesnek a zabálásnak, amely révén ismét rendetlenség lesz úrrá a szervezetükön.
Szerinte pár szem gyümölccsel vagy gyümölcslével hosszabb böjt is lehetséges, és minél kevesebb az élelem, annál szebb és gyorsabb az eredmény – aki rendszeresen beiktat ilyen időszakokat életében, tudatosítva ennek igazságát, haladéktalanul meggyógyul.
Szerinte minél gyakoribb a böjt, annál természetesebb táplálékok fogyasztására lesz az ember hajlamos, legalkalmasabbnak a részleges böjtöt tekintette, leghatásosabbnak ezen belül azt tekintette, ha a tanítások szerinti táplálkozás menetébe heti egy 48 órás tápmegvonás (böjt) kerül. A reforméletmód mellett folytatott böjtöknek páratlan életerősítő és képességfokozó hatást tulajdonított.
Bicsérdy a tanításaiban a táplálkozáson és a böjtön kívül részletesen kitért a mozgásra, légzésre, napozásra, munkára, pihenésre, meditációra, a megfelelő gondolkodási módra, a folyamatos tanulás-ismeretszerzésre, hideg-meleg vizes váltófürdőkre, mezítláb-járásra, az egész életmódra. Nagy hangsúlyt fektetett a sportra és a légzőgyakorlatokra.
A nyomott kedélyt, félelmet, évődést, bút, gondot, haragot, irigységet, bosszúságot és más „alsófokú tulajdonságokat” is a rendben nem tartott szervezet rossz nedveinek tulajdonított.
Az ember tisztulásával és átépülésével egyidejűnek tekintette természetellenes vágyai és a bűnök elkövetésére való hajlam megszűntét. Ennek az életmódnak a követése mellett a szervezet tökéletesüléséről, szerzett betegségei elvesztéséről, a további betegségekkel szembeni immunitásáról ír. A természetes táplálék fogyasztását a böjttel, sok mozgással, friss levegővel, a reforméletmóddal együtt hatalmas, jótékony hatásait mindenre kiterjedően éreztető változás előidézőjének tekintette. Például nézetei szerint az arcbőr nemsokára üdébb, tisztább, a szemek kifejezettebbek és életet sugárzóak, az addigi bőrtisztátalanságok vagy kiütések néhány hét alatt varázslatosan eltűnnek, az izzadtság nemsokára a természetes emberi test kellemes illatát árasztja, az idegrendszer, az agy és az összes izomcsoport, a csontozat, bélcsatorna és a bőr sejtéletében újulási jelenségek mutatkoznak. A természetesebb életmód következményének tekintette a kevesebb alvásra való szükséget – napi 4-5 óra, tiszta gyümölcskoszt esetén napi 2-3 óra alvást elégnek tekintett. A nőket kevésbé zavarja menstruációjuk is, míg életmódjuk tökéletesedésével egészen el is marad. A kitartással folytatott természetes életmódnak nemcsak életműködés javító és állandósító, de szépségfokozó hatásai is érvényesülnek, különösen ha gyakorlása az egyén természetévé válhatott.
Az átalakulás bekövetkezése után a fejlődés kibontakozását is leírta. Ez a folyamat az egyén életében külső változásokként is megjelenik szerinte. Ilyenek különösen nőknél: a szépség, báj, kellem és más külső tökéletesedési jelenségek.
A reparációról azt írta, hogy nem azonnali, a szervezet életerőit először tehermentesülésére kell lekötnie, és a régi táplálkozás rossz halmozódásainak, idegen és egyúttal destruktív hatású nedveinek kell feltétlenül távozniuk. „Míg beleink kellemetlen szagú gázokat fejlesztenek, míg ürülékünk bűzös és a bélcsatorna falához tapadó, míg orrunk és tüdőnk nyálkahártyái útján gennykiválasztódások mennek végbe..” addig tisztátalannak tartotta a szervezetet.
„A természetes életmód törvényszerű véghezvitele mellett szervezetünk a különféle betegségektől mentesül és tökéletesen ellenállóvá válik az összes fertőzéssel szemben... A Krisztusi tanítás szerint: Ha követitek a törvényt, sem hideg, sem hőség, sem mérges kígyók csípése, sem veszett kutyák marása nem árt többé nektek.”

„Nagy hatalom erőforrásai rejlenek az emberben, csak tudomására kell jönnie a magában lakozó erőnek.”
 Csak az ostobaságból fakadó rendetlenség öl: „A tudatlanság sötétsége pedig a legnagyobb átok.” 

A krisztusi tanítások után: „A mennyeknek országa tibennetek van.” 
„Boldog csak az lehet, ki cselekszi a törvényt... A törvény követése útján ezen emberek számára tárul fel az élet, erő és a boldogság.”

„Az ember sorsának kulcsa a saját kezeibe van letéve, könyveim a megébresztés céljával íródtak.”
Előadásai alkalmával fejlődéstörténeti, őslénytani, biológiai vonatkozású példákkal illusztrálta és fejtegette az ember helyzetét az élőlények világában; milyen fejlődésen ment át az ember táplálkozása, hogyan jutott helytelen táplálkozási viszonyok közé, mik lettek ennek következményei, a betegségek tömege miért zúdult az emberiség nyakába, mik a követendő irányelvek, melyek megértése és betartása segítségével az ember felküzdheti magát arra a magasabb fejlődési létfokozatra, ahol megszabadul a betegségektől és fizikai testét szívóssá, edzetté téve magasrendű, igazi eszményei szolgálatába állíthatja. Több alkalommal kijelentette hallgatóinak, hogy ha tanításának betartása esetén a kitűzött idő múlva teljes gyógyulásuk be nem következik, akkor főbe lövi magát. Míg engedélye volt rá, hatalmas revolverét is elővette nyomatékul ehhez.
Fénykorában (1920-as évek közepe) több erdélyi orvos kezdett el a tanításai alapján gyógyítani, de még hosszú évekkel később is erős befolyást mutattak a tanai pár orvos és természetgyógyász gyógyítási rendszerében.
Bicsérdy a rendszerét filozófiai alapokra építette (zoroasztrizmus, brahmanizmus, buddhizmus). Tanítása szerint az ember végső célja az, hogy alacsonyrendű tulajdonságaitól megszabaduljon. Ehhez segít hozzá a lealacsonyító táplálékok elhagyása – ez azonban csupán az első lépés az úton, amelyet a teljes megtisztulás és felsőbbrendűvé válás felé kell tennünk. A testi egészség nem öncél, hanem csak a lelki-szellemi fejlődés nélkülözhetetlen eszköze. A szükséges teendők közt egyébként a társadalom tökéletesítése is szerepelt – de a Mester soha nem csatlakozott egyetlen politikai mozgalomhoz, párthoz sem.
 „Nem a napi 2 almás koszt a cél, sem a böjtölés. Ez mind csak eszköz a test egészségének, erőinek fenntartására, megóvására, de ez is csak azért, hogy az ember e réven felszabaduló összes szellemi energiáit a földi élet végső ideáljának szolgálatába állítsa, ami nem más, mint a szeretet sziklaszilárd alapjaira felépített boldog emberi társadalom.” 
Bicsérdy idővel elismerte, hogy voltak tévedései, amikor kezdetben hosszú (több hetes) koplalásokat írt elő és sok ember meggondolatlanul kezdett ehhez hozzá és bele is halt. Később inkább a pár napos böjtkúrákat ajánlotta (a kezdőknek) és a nyers kosztra való lassú és fokozatos áttérést.
Egy figyelemreméltó gondolata szerint azt hirdette, hogy a tömegekre alkalmazott szisztémák megbuknak és egyéneket kell nevelni.

## Kötetei
- Az életművészet könyve és makróbiotika (Kézdivásárhely 1923; Fogaras, 1924)
- A halál legyőzése. Az életnek évszázadokig terjedhető meghosszabbítása. Makrobiótika. A vénülés és az összes betegségek leküzdése minden életkorban kizárólag természetes úton (Fogaras, 1924, bővített kiadásai ugyanott; 4. kiadás Budapest, 1936)
- Az ember hivatása vagy a boldogság és siker biztos forrása (Fogaras 1924; román fordításban Nagyszeben, 1925)
- A reform életmód prospektusa és nyilvános előadásaim valamint a könyvtáram megányában eszközölt személyes interjuk hatásai alapján napvilágot látott hirlapi cikkek három évi gyűjteménye. A természetes táplálkozás legfontosabb tanításai. A nyerskoszt heti étrendje; Tip. Haţiegan, Fogaras, 1925
- Az élet könyve és a gondolaterők hatalma. Számos étrenddel és több száz gyakorlati példával, 1-2.; Aradi Hírlap Ny., Arad, 1928
  - 2. A gondolaterők hatalma
- A reform életmódról (1928)
- A halál legyőzése. Az életnek évszázadokig terjedhető meghosszabbítása. Makrobiotika; 4. bőv. kiad.; Mojsza János Ny., Bp., 1938

A rendszerváltást követő évtizedekben újra kiadták könyveit, köztük 
- Az élet könyve : Az élet könyve és gondolaterők hatalmának I. része (1995)
- A gondolaterők hatalma : Az élet könyvének II. része (1995)
- A halál legyőzése : az életnek évszázadokig terjedhető meghosszabbítása: makrobiótika : a vénülés és az összes betegségek leküzdése minden életkorban kizárólag természetes úton (1996)
- Az ember hivatása és A reforméletmód prospektusa. Egy kötetben; Magyar Ilona, Bp., 1997
- Bölcsesség könyve, 1-2.; Magyar Ilona, Bp., 2002
- Pesterzsébeti értekezések sorozata; Magyar Ilona, Bp., 2003–2004
  - 1. Az élet könyve és gondolaterők hatalmának VIII. része; 2003
  - 2. És világosság támadott; 2004
- A reform életmódról (2009, 2010)